# Massachusetts flagga

Flaggans baksida t.o.m. 1971.

Massachusetts flagga antogs 21 mars 1971. På flaggan syns i mitten delstatens vapen, en indian med pil och båge. På dess baksida fanns fram till och med 1971 en grön gran i blå sköld. Numera är flaggans båda sidor lika.